# Wolfgang II Griesstätter zu Haslach
Wolfgang II Griesstätter zu Haslach (Haslach, 1490 – Berchtesgaden, 14 luglio 1567) fu principe-prevosto di Berchtesgaden.

## Biografia

### I primi anni
Wolfgang Griesstätter zu Haslach nacque da una famiglia della bassa nobiltà bavarese. Divenuto canonico, dal 1514 compì i propri studi a Ingolstadt e divenne quindi prevosto del monastero di Höglwörth, mantenendo tale incarico sino al 1541 quando divenne amministratore dell'abbazia di Baumburg e venne nominato nel medesimo anno alla carica di prevosto di Berchtesgaden.

### Prevosto di Berchtesgaden
Eletto alla carica di prevosto, si dovette ben presto confrontare con la recentemente mutata situazione economica del prevostato che, dopo le guerre intestine alla Germania, aveva perduto gran parte dei propri possedimenti nell'Alto Palatinato ed in Franconia, con una consequenziale perdita di entrate di affitti e rendimenti agricoli da quelle stesse aree. La sua fortuna la trovò però nelle miniere di sale: nel 1555, infatti, ne venne scoperta una in territorio bavarese al confine proprio con il prevostato che avrebbe indubbiamente garantito la sfruttabilità della preziosa risorsa al principato locale. Wolfgang Griesstätter zu Haslach si accordò subito col duca Alberto di Baviera per lo sfruttamento della risorsa, siglando quindi un contratto che avrebbe favorito il principato nel prezzo ed avrebbe assicurato alla Baviera il monopolio dell'esportazione del sale nel principato ecclesiastico stesso, a danno della vicina arcidiocesi di Salisburgo. Nel 1556 venne quindi costruita una salina che consentì a molti lavoratori della città di Berchtesgaden di trovare lavoro.

### Il "Compromesso di Eichstätt"
Nel 1559, inoltre, il principato prevostale estinse il proprio debito con l'arcivescovato di Salisburgo ritrovando almeno temporaneamente un'armonia tra i due stati grazie alla mediazione del vescovo di Eichstätt (l'atto è per questo noto col nome di "Compromesso di Eichstätt"). Nel medesimo documento venne acclarato il totale stato di indipendenza del prevostato al quale venne concesso il titolo di signoria principesca del Sacro Romano Impero come stato ecclesiastico e i prevosti del canonicato locale ottennero il titolo di principe-prevosto.

### Gli ultimi anni
Poco prima della sua morte, il principe-prevosto fondò il "Fondo Griesstätter", costituendo un patrimonio di 10.000 fiorini da destinare ai poveri ed ai malati del prevostato, istituendo tra l'altro borse di studio per giovani e uomini di alta natura morale iscritti presso le università di Friburgo, Ingolstadt e Vienna, provvedendo un lascito di dote di 20 fiorini per ogni moglie che non ne avesse una da portare in atto di sposalizio.
Wolfgang II Griesstätter zu Haslach morì il 14 luglio 1567 a Berchtesgaden.